# Annick Dekeyser
Annick Dekeyser (28 mei 1986) is een Belgisch voormalig korfbalster.

## Levensloop
Dekeyser werd actief in het korfbal op haar 5 jaar bij Voorwaarts. In januari 2008 werd ze verkozen tot korfbalster van het jaar.
Tevens maakte ze deel uit van het Belgisch nationaal team, waarmee ze onder meer zilver won op de Wereldspelen van 2013.